# Принсеп, Джеймс
Джеймс Принсеп (англ. James Prinsep; 20 августа 1799 — 22 апреля 1840) — английский историк, лингвист (исследователь древнеиндийских языков), антиквар, нумизмат и металлург, который прославился расшифровкой письма брахми, языка надписей Ашоки.
В 1819 году был назначен сотрудником Калькуттского монетного двора, где он в 1832 г. получил должность пробирщика, которую «унаследовал» от известного востоковеда Гораса Вильсона вместе с должностью секретаря Азиатского общества, которую до него также занимал Уилсон.
Во время своей работы на монетном дворе Принсеп провёл реформу мер и весов, ввёл единый стандарт чеканки и установил очень точную систему проб — вплоть до 1/3000 грана.
Принсеп был разносторонним человеком. Помимо монетного дела, увлекался архитектурным планированием. Находясь в Бенаресе, он завершил строительство монетного двора по своему собственному проекту, и также соорудил церковь. Он также входил в состав комитета по муниципальным улучшениям и усовершенствовал систему канализации города путём сооружения тоннеля.
Наряду с архитектурной работой (в основном в Бенаресе) он посвящал своё свободное время изучению индийской эпиграфики и нумизматики. Он первым дешифровал и перевёл эдикты (надписи) Ашоки, написанные письмом брахми. Возвратившись в Англию с подорванным здоровьем в 1838 г., он умер в Лондоне в 1840 г.
В 1832 г. он стал секретарём Азиатского общества и основал собственный журнал, The Journal of the Asiatic Society of Bengal.
Как и подобает пробирщику Калькуттского монетного двора, он был страстным нумизматом. Он занимался датировкой и переводом надписей на монетах Бактрийского и Кушанского царств, а также раннеиндийских государств — Гупта и др. Именно Принсеп предложил теорию о происхождении монет Гупта от прототипов времён Кушанского царства и позднее установил, что монеты прошли три стадии по методу изготовления: чеканные, чеканно-литые (с учётом усадки металла) и литые.

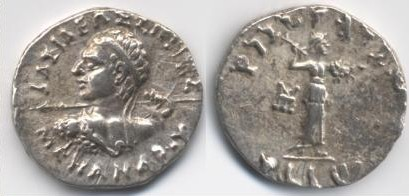
Двуязычные индо-греческие монеты помогли Принсепу дешифровать письменность кхароштхи. Легенды на аверсе и реверсе по-гречески: «BASILEOS SOTĒROS MENANDROY» и на кхароштхи «MAHARAJA TRATASA MENADRASA»: «(Принадлежность) спасителя царя Менандра».

Главным достижением Принсепа как историка считается дешифровка письменности брахми, что позволило прояснить многие загадки ранней истории Индии. Следует отметить, однако, что частично брахми было дешифровано усилиями различных лингвистов ещё до работы Принсепа. Кроме брахми, Принсепу удалось выяснить значение 19 знаков письменности кхароштхи и одной лигатуры.
Из-за болезни многие из его работ остались незаконченными. Коллекционеры со всей Индии посылали ему на анализ отпечатки своих монет. Несмотря на его большой вклад в историю Индии, местный климат оказался для него слишком суровым.
Граждане Калькутты возвели в память о нём Принсеп-Гхат, комплекс арок на берегу реки Хугли. В этом месте проходит Культурный фестиваль Принсеп-Гхат.